# Marie Louise Wille
Marie Louise Wille (født 18. februar 1970 i Roskilde) er en dansk skuespiller og tidligere studievært.
Wille kommer fra en kreativ familie; hun er niece til Gunnar Wille, multikunstner, søster til Jens August Wille, instruktør og teaterdirektør ved Odense Teater og kusine til Mads Wille, skuespiller og teaterchef ved Husets Teater. Wille flyttede til Stockholm da hun var 21 og dyrkede semiprofessionelt teater. I 1997-1998 var hun vært og tilrettelægger på TV 2's ungdomsprogram Puls. Hun blev uddannet fra Statens Teaterskole i 2002. Hun har haft flere roller ved Det Kongelige Teater og Betty Nansen Teatret, ligesom hun har medvirket i Erasmus Montanus og Laser og pjalter på Aalborg Teater.
I 2005 fik hun en Reumert for Bedste Birolle i Frk. Julie på Kaleidoskop.
Hun er gift med skuespilleren Thomas Bang (2009 i Las Vegas).

## Udvalgt filmografi

### Film
| År   | Titel             | Rolle    | Noter |
| ---- | ----------------- | -------- | ----- |
| 2007 | Daisy Diamond     |          |       |
| 2008 | Det som ingen ved | Marianne |       |
| 2010 | Dreng             |          |       |
| 2016 | Needle Boy        |          |       |

### Tv-serier
| År   | Titel          | Rolle       | Noter |
| ---- | -------------- | ----------- | ----- |
| 2008 | Sommer         | Mille       |       |
| 2009 | Mille          | Denises mor |       |
| 2009 | Wulffs Magasin | Astrid      |       |

## Eksterne links
- Marie Louise Wille på Internet Movie Database (engelsk)
- Marie Louise Wille på Filmdatabasen
- Marie Louise Wille på danskefilm.dk
- Marie Louise Wille på danskfilmogtv.dk
- Marie Louise Wille på Scope
- Marie Louise Wille på Svensk Filmdatabas (svensk)
- Marie Louise Wille på AlloCiné (fransk)
- Marie Louise Wille på AllMovie (engelsk)
- Marie Louise Wille på The Movie Database (engelsk)